# 7012 Гоббс
7012 Гоббс (7012 Hobbes) — астероїд головного поясу, відкритий 11 лютого 1988 року.
Тіссеранів параметр щодо Юпітера — 3,561.